# Lophoptera intermixta
Lophoptera intermixta là một loài bướm đêm trong họ Noctuidae.